# Jiul, Dolj
Jiul (nume anterior Vârâți) este un sat în comuna Țuglui din județul Dolj, Oltenia, România.
 Acest articol despre o localitate din județul Dolj este deocamdată un ciot. Puteți ajuta Wikipedia prin completarea lui.